# Chantiers de La Buire
Les Chantiers de La Buire sont une ancienne usine située à Lyon (France), dans le quartier de La Buire, situé sur la rive gauche du Rhône, dans l'actuel 3e arrondissement. 
Fondée en 1847, l'usine est spécialisée dans la construction de matériel de chemin de fer, mais produit aussi épisodiquement d'autres véhicules (automobile, éléments pour bateaux). Elle fonctionne jusqu'en 1930. Les bâtiments industriels, aléatoirement réaffectés, sont progressivement supprimés jusqu'à leur totale disparition dans les années 2000. Le secteur est complètement remanié et désormais occupé par des bâtiments résidentiels, des bureaux et un jardin public.
Le nom Chantiers de la Buire ne correspond à l'appellation officielle de l'entreprise active sur le site industriel que de 1866 à 1877, mais cette dénomination est couramment employée pour désigner l'usine de façon générique.
Au fil de son développement, la société propriétaire du site de la Buire exploite également d'autres bâtiments à Lyon, de façon ponctuelle.

## Histoire

### Contexte
Le toponyme Buire est mentionné sur la carte de Cassini, entre le bourg de la Guillotière et les rives du Rhône. L'orthographe Buyre est parfois observée.
Les Chantiers sont fondés en 1847, dans le faubourg de la Guillotière,, à proximité du château de la Buire, dont le domaine a ensuite été vendu à divers propriétaires jusqu'au XIXe siècle. Édifié à partir du XVIe siècle, le château de la Buire, maison forte à vocation agricole, échoit en 1885 à une communauté de sœurs garde-malades, puis devient école pour mutilés de guerre avant de trouver à partir de 1920 une vocation universitaire, encore effective en 2025.

### Fondation
À l'origine de la création de l'usine se trouvent les frères Frossard de Saugy, originaires du canton de Vaud en Suisse, qui fondent les Ateliers de Jules Frossard & Cie, établis sur un terrain de dix hectares proches du château,. Jules Froissard s'associe à un constructeur mécanicien lyonnais, Zacharie Rouveure. Le choix de produire du matériel ferroviaire aux débuts de l'expansion de ce mode de transport en France. Les effectifs passent de 180 ouvriers en 1848, à 800 en 1856.

### La Société anonyme des Chantiers de la Buire (1866-1877)
En 1866, les frères Félix et Lucien Mangini achètent l'entreprise à laquelle ils s'étaient associés en 1863, avec le concours du Crédit lyonnais et fondent la Société anonyme des Chantiers de la Buire. Augustin Seguin (1841-1904), leur beau-frère, dirige l'entreprise. 
Les ateliers fabriquent des wagons (8 par jour en 1856), tout matériel ferroviaire (excepté les locomotives) et se diversifie dans la production de pièces pour la navigation (axes de roue à aubes) et de divers équipements industriels. Elle livre notamment des bateaux-mouches pour l'Exposition universelle de 1867 à Paris, en association avec d'autres entreprises lyonnaises : les ateliers de chaudronnerie Chevalier, installés sur la presqu'île, et les chantiers de La Mouche - qui donnent leur nom aux embarcations - situés dans l'actuel quartier de Gerland. 

### Les Chantiers de l'Horme et de la Buire (1877-1895)
En 1877, les Chantiers de la Buire sont acquis par la Compagnie des Fonderies et Forges de l'Horme et deviennent les Chantiers de l'Horme et de la Buire. L'usine se recentre sur la production de wagons. Les effectifs montent à 2 000 personnes au milieu des années 1880. Les bâtiments sont considérablement agrandis à cette époque. À partir de 1889, l'usine produit des tricycles à vapeur, suivant les modèles de Léon Serpollet, préfigurations des premiers véhicules automobiles. Les années 1890 sont nettement plus difficiles :  la société est liquidée en 1895 et remplacée par la Société nouvelle des établissements de l'Horme et de la Buire.

### La Société nouvelle des établissements de l'Horme et de la Buire (1895-1909)

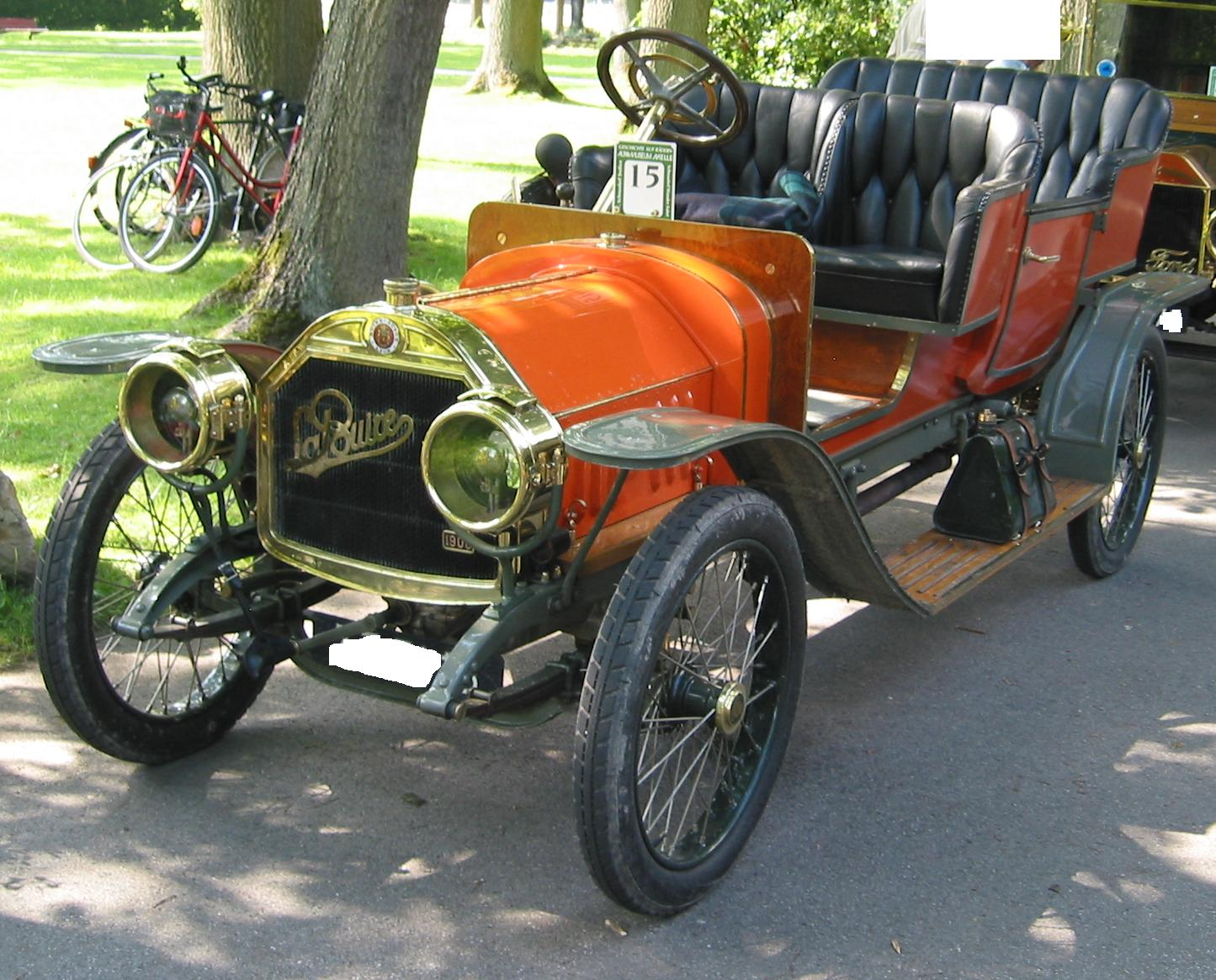
Véhicule La Buire de 1908.

La société persévère dans la production de véhicules automobiles ; en 1904, elle commence à fabriquer des modèles sous sa propre marque « La Buire », lesquels participent à des courses. Une société filiale est créée pour assurer cette fabrication, la Société des Automobiles de la Buire. En 1906, la gamme comprend quatre modèles (15-20 cv, 24-30 cv, 35-50 cv, 80-100 cv), et les premiers modèles commerciaux (fiacres, véhicules postaux, camions, omnibus) sortent en 1909.

### La Société Horme et Buire (1909-1929)
En 1911, la partie sud du site de la Buire est rachetée par la Compagnie Électro-Mécanique (CEM). 
Pendant la Première Guerre mondiale, l'usine oriente sa production en participant à l'effort de guerre.
En 1917, pour pallier le manque de place au niveau de l'usine de la Buire, un nouvel ensemble industriel est édifié le long de la route de Grenoble (actuelle avenue Rockefeller), près de Bron. La Société nouvelle Buire-Automobile y prend place. 
En 1930, concurrencée par les grandes sociétés telles Peugeot, Renault ou Citroën, la production de véhicules automobile cesse définitivement. La CEM maintient sa présence à la Buire.
Sous la gérance de l'ingénieur Pierre Potin, l'entreprise La Buire prend possession des locaux de l'ancienne société de fonderie Jacquin et Huzel, au 115 rue Marius-Berliet. Elle y poursuit la fabrication d'équipements pour l'industrie ferroviaire et automobile jusque dans les années 1960.

### Après la fermeture

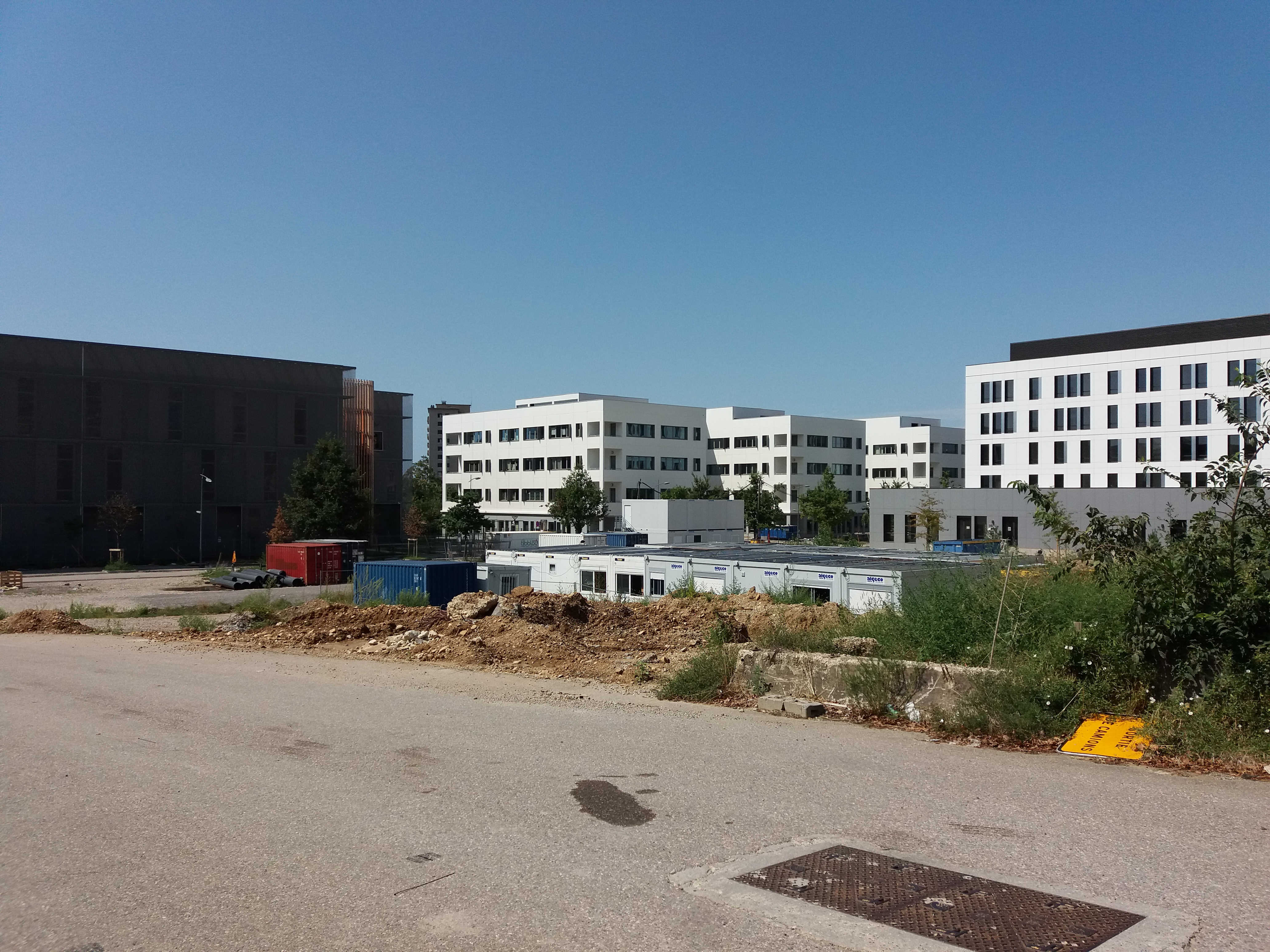
Chantier de construction de l'ensemble Medicina, à l'emplacement des anciens ateliers de l'avenue Rockefeller, en 2019.

Dans les années 1990, les anciennes bâtisses de la Buire, en grande partie désaffectées, sont démolies. Subsistent plus longuement certains locaux où prennent place d'autres activités, comme le théâtre des Asphodèles, à partir de 1999, dans l'atelier n°6, ou les entreprises Lugner (société de déménagement), Dumaine verre et miroir, Mondial moquette, et la fourrière municipale. Les derniers bâtiments sont supprimés dans les années 2000, et remplacés par un quartier mêlant activités de bureau, immeubles résidentiels et groupe scolaire, dans le secteur de l'actuel parc Jacob-Kaplan, inauguré en septembre 2007.
Après la fermeture de la société en 1930, les bâtiments de l'avenue Rockefeller sont rachetés par l'État en 1937. Y prennent place successivement un centre de récupération de véhicules automobiles, puis l'Établissement Central de cavalerie. Les ateliers sont démolis après leur rachat par la Communauté urbaine, tandis que les locaux de la direction sont conservés.
Rue Marius Berliet, plusieurs entreprises se succèdent ensuite dans les locaux : La Précision Mécanique, Telma SA, Troc de l'Île, et enfin Lidl.

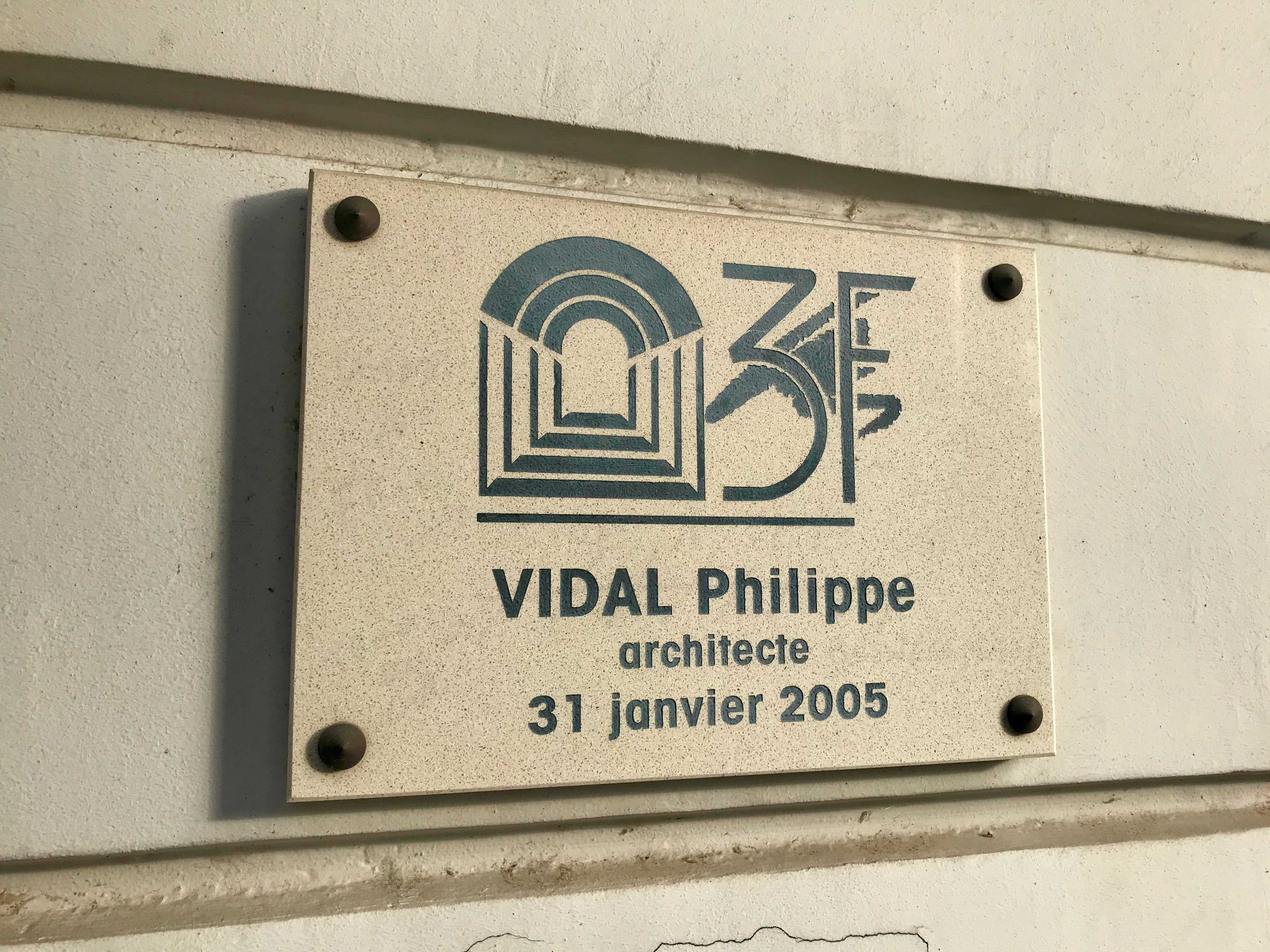
Épigraphe d'un immeuble édifié à l'emplacement de l'usine en 2005.
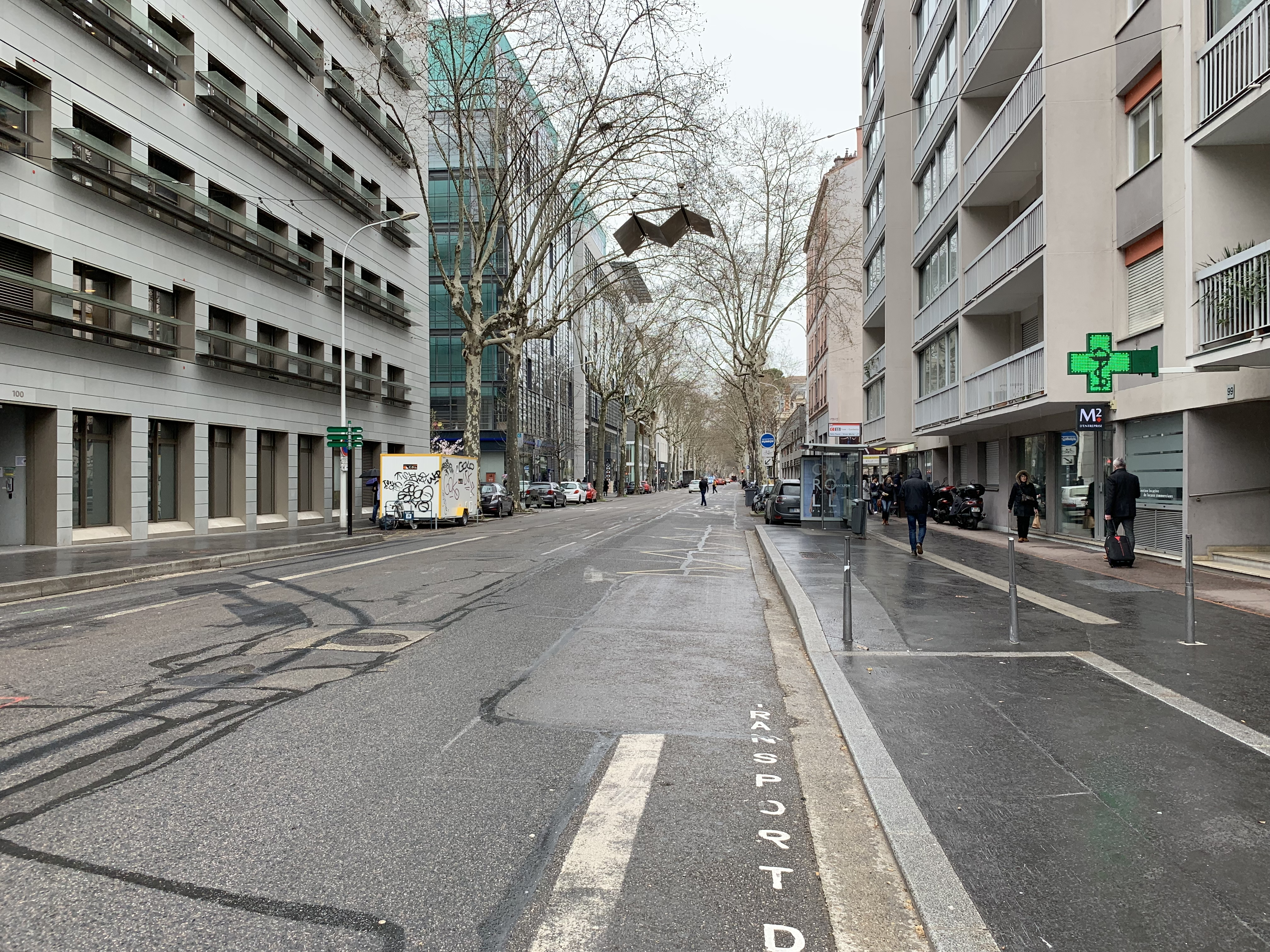
Immeubles édifiés le long de l'avenue Félix Faure dans les années 2010, à gauche (ici en 2019).
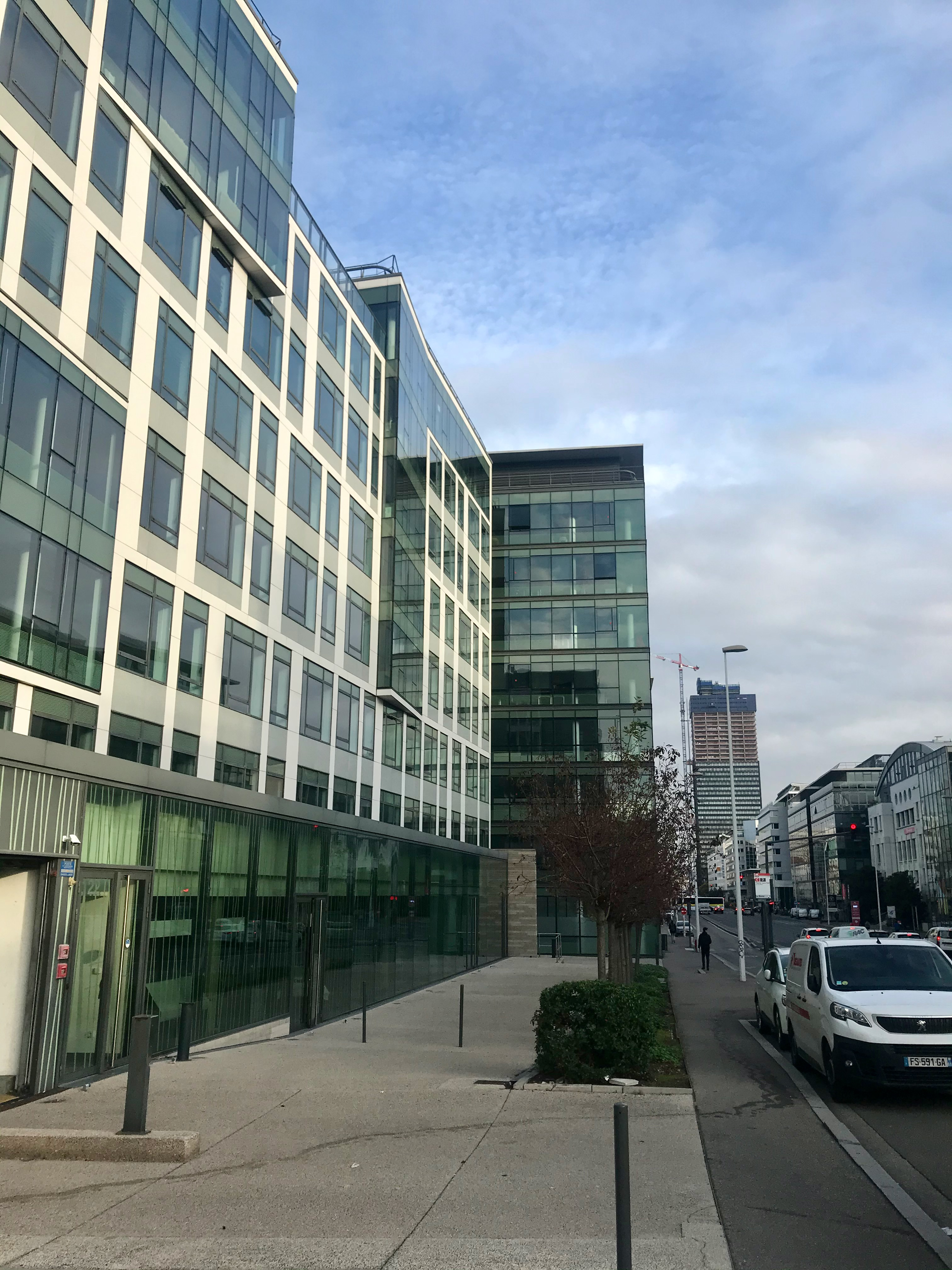
Immeubles édifiés le long du boulevard Vivier-Merle dans les années 2010 (ici en 2022).
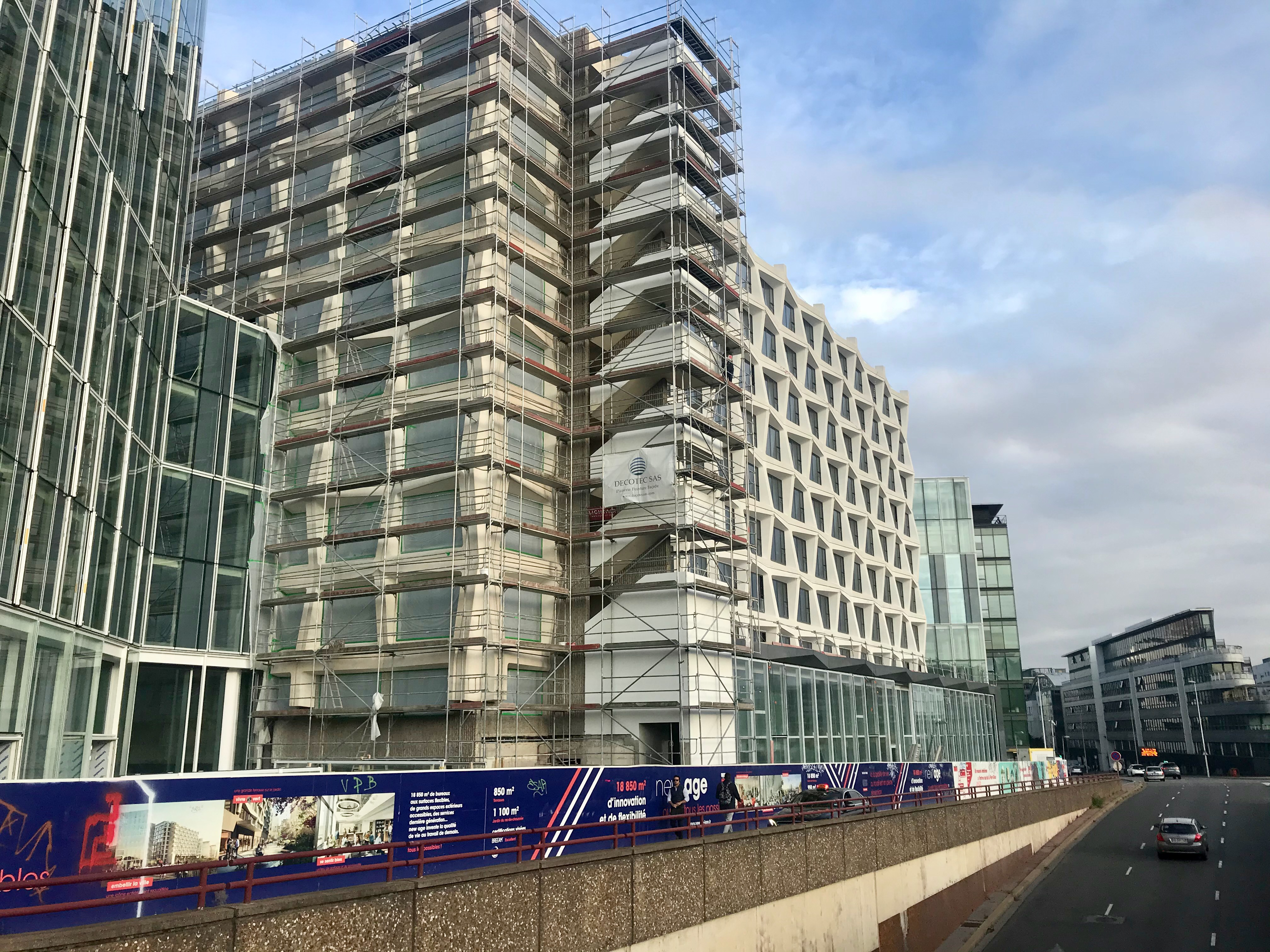
Chantier de rénovation d'immeubles en 2022, boulevard Vivier-Merle.